# Kryonéria
Ne doit pas être confondu avec Kryonéri.
Kryonéria (grec moderne : Κρυονέρια) est une localité située dans le dème de Naupactie, dans le district régional d'Étolie-Acarnanie, dans la périphérie de Grèce-Occidentale, en Grèce.
Selon le recensement de 2021, elle compte 125 habitants.